# SLOWPOKE
Een SLOWPOKE-kernreactor is een kleine kernreactor van 20 kilowatt van het type bassinreactor en bedoeld voor onderzoek en onderwijs.
SLOWPOKE is een acronym voor Safe LOW-POwer Kritical Experiment.
John W. Hilborn heeft hem in 1967 ontworpen en Atomic Energy of Canada Limited (AECL) heeft de eerste in 1970 doen werken.
SLOWPOKE-2 gebruikte 93% verrijkt uranium in een legering van 28% uranium met aluminium met een aluminium cladding.
Vanaf 1985 is AECL overgeschakeld naar laagverrijkt uranium.
De reactorkern bevatte 300 splijtstofstaven van 22 cm diameter en 23 cm hoogte omringd door de neutronenreflector. 
Die neutronenreflector is een ring van beryllium zodat de SLOWPOKE met lage kritische massa toch een hoge, constante neutronflux voortbrengt. Dit maakt de SLOWPOKE geschikt om radionucliden aan te maken voor medische en technische toepassingen.
De reactorkern bevindt zich in een bassin van 2,5 m diameter en 6 m diep met water voor koeling door natuurlijke convectie dus zonder pompen.
Als het water te heet zou worden, dan ontstaan bellen, waardoor de kettingreactie stilvalt.
De kernreactor is daardoor passief veilig en kan zelfs onbemand werken.
Er zijn er enkele tientallen SLOWPOKEs gebouwd, waarvan er nog zes werken.
Canada heeft overwogen om met de SLOWPOKE onderzeeërs van de Oberon-klasse aan te drijven. De Royal Military College of Canada heeft daar onderzoek naar verricht.
China bouwt een goedkopere reactor van 27 kW met een gelijkaardig ontwerp, de Miniature Neutron Source Reactor (MNSR).